# جورج جريفيث
جورج جريفيث (بالإنجليزية: George Griffith)‏ (و. 1601 – 1666 م) هو قس، توفي عن عمر يناهز 65 عاماً.

## التعليم
تعلم في مدرسة وستمنستر.